# Епископ бачки Јован
Јован (Јовановић; Сремски Карловци, 1732 — Сомбор, 12. април 1805) је био владика Српске православне цркве.

## Биографија
У Карловцима је завршио основну и средњу школу. За време школовања био је питомац епископа темишварског Викентија (Јовановића Видака), будућег митрополита карловачког. Био је најпре ђакон при "Горњој цркви" (Ваведењској) у Карловцима. Када је обудовео, због "љепопјенија" (лепог појања) позван је у манастир Бездин.
Пошто је примио монашки чин у манастиру Бездину, произведен је у чин протођакона. Још за живота игумана хоповског Василија (Недељковића) архимандрит Јован је постављен за настојатеља манастира Хопова. Године 1776. у манастиру Хопову га је портретисао познати српски сликар Теодор Крачун.

### Епископско звање
На синодској седници у Темишвару, 2. новембра 1783. године, изабран је на препоруку краљевског комесара грофа Јанковића, за епископа горњокарловачког и убрзо посвећен у Карловцима од стране митрополита Мојсија (Путника). За време своје краткотрајне трогодишње управе Горњокарловачком епархијом, подигао је средствима епископа Данила (Јакшића) нови владичански двор у Плашком. Ослањао се током владичанске дужности на крајишке граничарске официре, због чега је дошао у сукоб са тамошњим свештенством и побожним народом. Писао је посланице народу, којима је покушавао да подучи народ о породичним и сталешким дужностима, те правилном посту. Сам је тражио почетком 1786. године да буде премештен одатле у Банат, у Вршачку епархију, али није добио подршку.
Државним указом од 14. јуна 1786. године је, мимо знања архијерејског синода, премештен за епископа бачког. Инсталиран је октобра 1786. године од стране бачког вицеишпана Јована Латиновића и архимандрита Крушедолског Пантелејмона Хранисављевића.
Године 1800. у његовој резиденцији у Новом Саду, одржан је двомесечни богословски течај, који је извео поп Јован Петровић, парох суботички. Обилазећи епархију, умро је 12. априла 1805. године у Сомбору и сахрањен у сомборском Светођурђевском храму. Његови остаци се и данас налазе испод средишњег црквеног полијелеја, смештене су у старијој гробници грофа Јована Јанка Бранковића (који је умро 1734. и чије су кости померене 1805) и то без икакве ознаке. Од 2011. године постављен је запис на плочи изнад главног улаза у храм, који сведочи да је ту сахрањен владика Јовановић.

### Први весник слободе
Владика је видео у аустро-руском војном савезу против Турака, могућност и прилику да се српски народ ослободи и избави. Његове тежње су се поклапале са интересима Хабзбуршке монархије, која је хтела па привуче Србе у Београдском пашалуку на своју страну током предстојећег рата. Упутио је он крајем децембра 1787. године представку аустријсом владару, тражећи дозволу да обиђе и извиди турску границу. Епископ Јован, уз сагласност цара Јосифа, ишао је (од 7. априла 1788) у Србију да диже народ против Турака, и старао се око српских исељеника у Аустрији. За време Кочине крајине 1788. године пропутовао је српске крајеве Посавину и Подунавље, током устаничке мисије. Истицао је замисао о уједињењу свих Срба, како је то истицао у једном мемоару упућеном руском цару. Новчано је помагао Први српски устанак под вођством Карађорђа. Из тог времена остао је сачуван бакрорез са ликом владике Јовановића и панорамом града Шапца. При дну бакрорезне плоче угравиран је натпис: Разреши нам вериги владико свјати. Бечки двор му је за ратне заслуге доделио Орден Св. Стефана. Истовремено више од деценије трпео је епископ Јовановић непрестана оспоравања, клеветања и нападања, због својих слободарских тежњи и проруског става. Вожд Карађорђе му се касније обраћа у једном писму из 1804. године: Српски оче, што си Србију запојио својим речима, па и данас онај дух још у срцима нашим стоји. Било је то изражена захвалност родољубивом пастиру који је успео да прве године војевања пошаље два топа (црквене велике прангије) Карађорђевој народној војсци.

## Критика
Манојло Грбић у "Карловачком владичанству" (књ. 3., pp. 47–54.) наводи податке да је претходни владика Петар Петровић, који је бранио свештенство од власти, без своје воље премештен у Арад , а журило се да државне властисти поставе новог владику. Био је владика Јован омражен код свештенства и народа, јер је уз асистенцију државе покушавао да уведе ред међу непослушним нижим клиром. Грбић то коментарише речима: Кад су Деклараторијом сломљене владике, требало је сада наћи владику, који ће сломити и свештенике, па их са свијем подвластити и предати надзору граничарскијех војничкијех власти. Додворавао се он властима, толико да се и жали што православне жене много носе златне и сребрне новце по себи, као накит. Власт, иако задовољна због његове лојалности не допушта да се мењају народне ношње, да то не би изазивало револт у народу. Уступио је ђенералима и намештање свештеника на парохије (као на место умно оболелог киринског проте), чему су ови одавно тежили. Због свега тога и његов наследник Генадије Димовић је имао великих неприлика.